# Lycium schizocalyx
Lycium schizocalyx ist eine Pflanzenart aus der Gattung der Bocksdorne (Lycium) in der Familie der Nachtschattengewächse (Solanaceae).

## Beschreibung
Lycium schizocalyx ist ein 0,7 bis 1,7 m hoher, starr aufrecht wachsender und stark verzweigter Strauch. Die Laubblätter sind schwach sukkulent und unbehaart. Sie werden 9 bis 15 mm lang und 1 bis 2 mm breit.
Die Blüten sind zwittrig und fünfzählig. Der Kelch ist breit trompetenförmig und unbehaart. Die Kelchröhre erreicht eine Länge von 5 bis 7 mm, die Kelchzipfel sind  3 bis 4 mm lang. Die Krone ist cremeweiß, die Adern und die Kronlappen sind purpurn gefärbt. Die Kronröhre wird 6 bis 8 mm lang und ist mit 3 bis 3,5 mm langen Kronlappen besetzt. Die Basis der Staubfäden ist filzig behaart.
Die Frucht ist eine rote, kugelförmige Beere mit einem Durchmesser von 6 bis 7 mm.

## Vorkommen
Die Art ist auf dem Afrikanischen Kontinent verbreitet und kommt dort in Südafrika in den Provinzen Westkap, Ostkap, Nordkap, Freistaat, Nordwest und in den nördlichen Provinzen, sowie in Simbabwe, Botswana und Namibia vor.

## Systematik
Innerhalb der Bocksdorne (Lycium) wird die Art nach phylogenetischen Untersuchungen in eine Klade mit anderen altweltlichen Arten der Gattung gruppiert. Innerhalb dieser Klade ist die Art nahe verwandt mit den Arten Lycium afrum, Lycium arenicola, Lycium cinereum, Lycium horridum und Lycium ferocissimum.

## Belege
- J.S. Miller und R.A. Levin: Lycium schizocalyx. In: Project Lycieae
- Rachel A. Levin et al.: Evolutionary Relationships in Tribe Lycieae (Solanaceae). In: D.M. Spooner, L. Bohs, J. Giovannoni, R.G. Olmstead und D. Shibata (Hrsg.):  Solanaceae VI: Genomics meets biodiversity. Proceedings of the Sixth International Solanaceae Conference, ISHS Acta Horticulturae 745, Juni 2007. ISBN 978-90-6605-427-1. S. 225–239.